# Wiselet Saint-Louis
Wiselet Saint-Louis, né le 10 septembre 1992 à Port-au-Prince, est un footballeur haïtien.
Il évolue au poste de milieu de terrain au Don Bosco Football Club, club du championnat d'Haïti de football. 

## Biographie

### En club
Wiselet Saint-Louis commence sa carrière en 2011 avec l'AS Mirebalais. Il reste une saison avec cette équipe puis se joint au Don Bosco Football Club la saison suivante.

### En équipe nationale
Saint-Louis joue son premier match international en 2012. Il représente son pays lors de la Coupe caribéenne des nations 2012 où il reçoit une titularisation, et une entrée en jeu comme remplaçant lors d'une autre partie. 
Il joue deux matchs amicaux en 2013.